# Snowbird Lake
Snowbird Lake är en sjö i Kanada.   Den ligger i territoriet Northwest Territories, i den centrala delen av landet, 2 500 km nordväst om huvudstaden Ottawa. Snowbird Lake ligger 358 meter över havet. Arean är 505 kvadratkilometer. Den sträcker sig 64,6 kilometer i nord-sydlig riktning, och 33,8 kilometer i öst-västlig riktning.
Trakten runt Snowbird Lake är nära nog obefolkad, med mindre än två invånare per kvadratkilometer.